# Karviná město
Karviná město, dříve Fryštát, je obvodem železniční stanice Petrovice u Karviné. Jde o někdejší železniční stanici, která se nachází v karvinské části Nové Město, ulice Palackého, na pozůstatku železniční trati Petrovice u Karviné – Karviná hlavní nádraží (dnes Karviná-Doly) v km 4,905. V současnosti je tato normálněrozchodná jednokolejná trať využívána pro nákladní dopravu. Pravidelná osobní doprava byla ukončena v roce 1959. Do kolejiště stanice je napojena vlečka Kovona Karviná.

## Historie
Dostavěním dvou důležitých železnic c.k. Severní dráhy císaře Ferdinanda, která dosáhla v roce 1855 do Dziedzic, a Košicko-bohumínské dráhy, která v roce 1869 dosáhla Karvinné, se okresní město Fryštát ocitlo mimo tyto důležité spoje. Radní z Fryštátu společně se zástupci obcí Staré Město, Ráj a Darkov podali žádost do Vídně o stavbu železnice z Petrovic do Karvinné. Žádost byla schválena 31. prosince 1894, v únoru následujícího roku byl vydán vládou souhlas ke stavbě a v roce 1897 bylo vydáno stavební povolení. První vlak přijel do Fryštátu 1. září 1898. Od 27. května 1962 osobní doprava byla zajištěna autobusovou dopravou, železnice sloužila jen pro nákladní dopravu. Od roku 1974 byla zavedena vlečková obsluha. V roce 2007 byla zpracována studie na revitalizaci tratě a zavedení osobní dopravy do Karviné.

## Výpravní budova

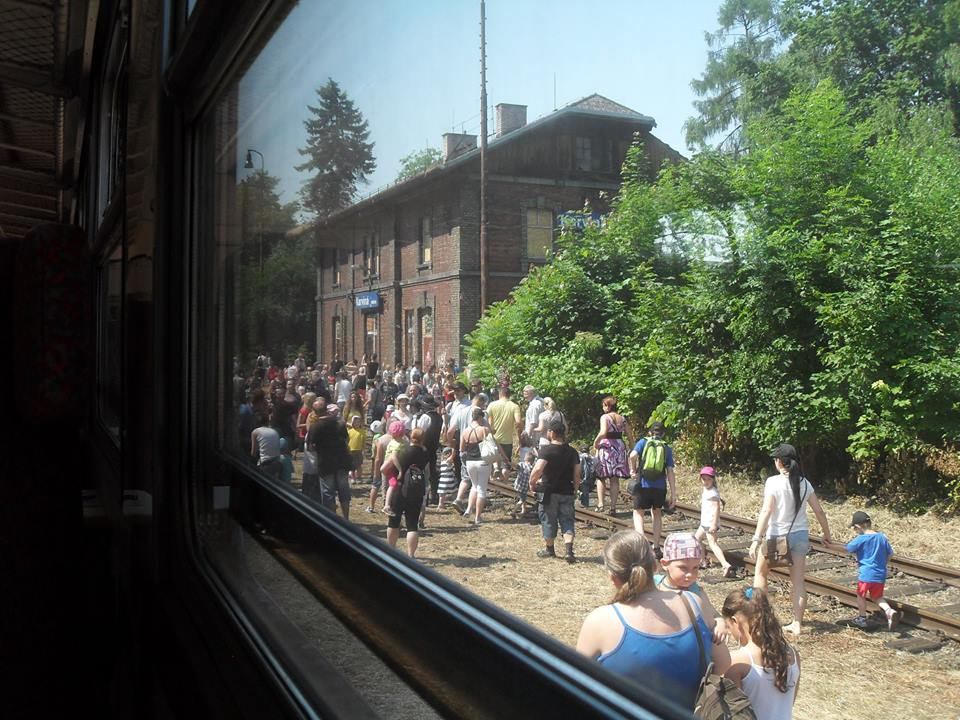
Koncové nádraží Karviná město

Výpravní budova byla dostavěna v roce 1898. Je vystavěna z červených neomítaných cihel podle typového projektu třídy IIIc (Normalplan No 37d z roku 1890), varianta s cihelnými šambránami se záklenky. Autorem typových objektů byl architekt Anton Dachler (1841–1921). Jde o patrovou stavbu s rizalit – vestibulem vystupujícím ve střední části, který byl zároveň čekárnou II. a III. třídy a kanceláří. V patře byl dvoupokojový a třípokojový byt s kuchyní a společným příslušenstvím na chodbě. Od roku 1962 s ukončením osobní přepravy je budova výpravny nevyužitá. V roce 2013 byl podán návrh na prohlášení za kulturní památku ČR, návrh nebyl schválen. Majitel výpravny Správa železniční dopravní cesty nabízela budovu k prodeji za jeden milion korun v roce 2015.
V květnu 2021 ve veřejné soutěži výpravní budovu odkoupil spolek S.O.S. Karviná. Jako jediný zájemce za objekt a pozemek zaplatil více než 300 000 Kč.